# Diocèse catholique d'Argyll et des Îles
Le diocèse d'Argyll et les Îles (en latin : dioecesis Ergadiensis et Insularum ; en anglais : diocese of Argyll and the Isles ; en gaélique écossais : Sgír-Easbuig Earragháidheal 's nan Eilean) est une église particulière de l'Église catholique en Écosse. Son siège est la cathédrale Saint-Colomba d'Oban.
Il est suffragant de l'archidiocèse de Saint Andrews et Édimbourg. Il a été constitué en 1878 et l'on comptait en 2004 près de 10 546 baptisés pour 74 546 habitants.
Il ne doit pas être confondu avec le diocèse homonyme de l'Église épiscopalienne écossaise.

## Histoire
Le diocèse d'Argyll et des Îles est érigé le 4 mars 1878, par la bulle Ex supremo Apostolatus du pape Léon XIII.

## Cathédrale
La cathédrale Saint-Colomba d'Oban, dédiée à  Colomba d'Iona, est l'église cathédrale du diocèse.